# Mojongapit
Mojongapit is een bestuurslaag in het regentschap Jombang van de provincie Oost-Java, Indonesië. Mojongapit telt 6020 inwoners (volkstelling 2010).